# Северуд, Харальд
Ха́ральд Се́веруд (норв. Harald Sæverud; 17 апреля 1897, Берген — 27 марта 1992, Берген) — норвежский композитор, один из виднейших скандинавских симфонистов XX века. Наиболее известен как автор музыки к пьесе Генрика Ибсена «Пер Гюнт» (1947, не путать с произведениями другого уроженца Бергена Эдварда Грига) и таких произведений, как «Страстное рондо» и знаменитой «Баллады протеста» (норв. Kjempeviseslåtten), которая была написана во время Второй мировой войны и представляет собой символическое музыкальное воплощение воли норвежцев против немецкой оккупации. Северуд написал девять симфоний и множество фортепианных концертов. Часто приглашался в качестве дирижёра для исполнения своих произведений с Бергенским филармоническим оркестром.

## Биография
Харальд Северуд родился в городе Бергене.
Музыкальное образование будущий композитор начал в 1915 году с обучения в Бергенской консерватории. Изучал игру на фортепиано и теорию музыки у Боргхильд Хольмсен. После окончания учёбы в Бергене Северуд учился в Берлинской Высшей школе музыки (1920—1921) у Фридриха Эрнста Коха.
Ещё во время учёбы в Бергене он начал работать над тем, что должно было стать его первой симфонией, — двумя большими симфоническими фантазиями. Первая фантазия была закончена в 1919 году и была исполнена в Кристиании годом позже. В Берлине Северуд закончил финальную часть своей первой симфонии, которая и была представлена Берлинским филармоническим оркестром под управлением его друга дирижёра Людвига Мовинкеля. Критика была благосклонна к работе Северуда, что во многом способствовало его дальнейшему увлечению симфонической и оркестровой музыкой.
Музыку Харальда Северуда можно разделить на две категории: произведения для фортепиано и произведения для симфонического оркестра. Среди его оркестровых работ находятся девять симфоний и различные концерты для гобоя, тромбона, фортепиано и скрипки.
Его музыка к «Пер Гюнту» Ибсена представляется как антиромантический контраст аналогичной работе Эдварда Грига.
По его словам, Моцарт и Гайдн были важнейшими источниками его вдохновения.